# Examílio
Examílio är en ort i Grekland.   Den ligger i prefekturen Nomós Thessaloníkis och regionen Mellersta Makedonien, i den norra delen av landet, 300 km norr om huvudstaden Aten. Examílio ligger 258 meter över havet och antalet invånare är 204.
Terrängen runt Examílio är kuperad österut, men västerut är den platt.Runt Examílio är det ganska glesbefolkat, med 30 invånare per kvadratkilometer. Närmaste större samhälle är Kilkis, 18,0 km nordväst om Examílio. Trakten runt Examílio består till största delen av jordbruksmark.